# Can Lluçà (Sitges)
Can Lluçà és un edifici de Sitges (Garraf) inclòs a l'Inventari del Patrimoni Arquitectònic de Catalunya.

## Descripció
Es tracta d'un edifici de tipologia popular. Consta de planta baixa i un pis. Té una coberta amb teulada a dues vessants. Les cantonades tenen reforçaments de pedra. La porta d'entrada és amb muntants de pedra i arc de maó vist. Murs i escales interessants per ésser un aspecte molt característic del Garraf, al construir marges de "pedra en sec", és a dir, sense morter. Al costat de la casa es troben les dependencies secundaries, on es poden veure uns reforçaments amb contrafort